# Léon Guy Dupuis
Léon Guy Dupuis, né en 1970 à Québec, est un poète québécois.

## Biographie
Léon Guy Dupuis collabore à des périodiques et à des œuvres collectives en plus de diriger plusieurs projets littéraires et de participer à de nombreux spectacles littéraires,,.
En 2004, il collabore à la production du livre d'artiste Le théâtre des émotions /El Teatro de las Emociones coordonné par Corinne Larochelle, réunissant les œuvres de quatre poètes québécois (Bertrand Laverdure, Louis-Jean Thibault, Corinne Larochelle et Léon Guy Dupuis) et quatre poètes cubains, et visant à « voir comment des artistes québécois et cubains allaient exprimer leur rapport aux émotions à travers la rencontre des deux cultures ». De 2004 à 2006, il participe au Festival Voix d’Amériques.
En 2006, il participe au cabaret-poésie Syllepses IV produit par Rhizome aux côtés de Mario Brassard, Dominic Gagné et Catherine Lalonde. Cette même année, il participe à un spectacle littéraire produit par Rhizome qui s'intitule Territoires québécois, une « incursion de la poésie québécoise au cœur du territoire beat », présenté à la Maison française de l'Université de New York,.
Avec les poètes Bertrand Laverdure et Yannick Renaud, il fonde la compagnie de production de spectacles de poésie (Sic), qui a mis sur pied plusieurs soirées de poésie et présentée plusieurs spectacles de poésie dont Québecuba, avec le platiniste Martin Tétrault, d'abord présenté à Cuba (avec José Acquelin, Yannick Renaud, Bertrand Laverdure et lui-même) en 2007, spectacle mis au programme à la Maison de la culture Frontenac le 18 mars 2008,,.
En poésie, il fait paraître Rebours (Triptyque, 2002), un recueil de poèmes qui interroge « le rapport à l’autre grâce à une rigoureuse écriture de l’épure et de l’ellipse »,,. En 2005, il publie Vous êtes ici, toujours chez Triptyque, une œuvre qui sonde « les zones troubles de l’érotisme »,.
Son écriture « visuelle, narrative, descriptive, attentive aux menus détails, produit des textes qui font penser à des séquences filmiques, certaines valant par la réserve, le ton clinique ou le pouvoir suggestif de l’écriture, d’autres donnant un peu trop dans la manière accrocheuse ».

## Œuvres

### Poésie
- Rebours, Montréal, Triptyque, 2002, 78 p. (ISBN 2-89031-441-3 et 9782890314412)
- Vous êtes ici, Montréal, Triptyque, 2005, 74 p. (ISBN 2-89031-529-0)